# Pischma (Petschora)
Die Pischma (russisch Пижма) ist ein linker Nebenfluss der Petschora in der Republik Komi in Nordwestrussland.
Sie hat ihren Ursprung in dem auf dem Timanrücken gelegenen See Jamosero. Sie verlässt den Jamosero in südlicher Richtung. Im Mittellauf wendet sich die Pischma nach Osten. Oberhalb der Mündung der Swetlaja heißt sie auch Petschorskaja Pischma. Im Unterlauf fließt sie dann überwiegend in nördlicher Richtung. Sie mündet nach insgesamt 389 km bei Ust-Zilma in die Petschora. Die Pischma hat ein Einzugsgebiet von 5470 km². Zwischen Anfang November und Ende April ist der Fluss eisbedeckt. Der mittlere Abfluss beträgt 55 m³/s. Wichtigste Nebenflüsse der Pischma sind die Wjatkina von links, sowie die Gnilaja, die Swetlaja und die Umba von rechts.